# Manuel Blanco Méndez
'Manuel Blanco Méndez' (Ciudad de México; 27 de octubre de 1943 - Mérida, Yucatán; 6 de junio de 1998) Fue un escritor y periodista mexicano, nieto del General Revolucionario Lucio Blanco Fuentes, se inició en el periodismo desde 1969, dirigió la página cultural del periódico El Nacional de 1970 a 1989, publicó siete libros y colaboró en la realización de otros más.
En 1973 el Gobierno del Estado de México le publica su primera obra, "Viva mi desgracia", en 1976, es finalista en el concurso "Casa de las Américas" (La Habana, Cuba), con su libro de cuentos "Las cuatro esquinas", en 1978 publica los cuentos "Jardín de lluvia" y "Natalia" en ediciones Asunción Sanchís, en 1982, ediciones T.E.A. le publica "Cantos de Enloquecido Amor", un compendio de cinco relatos que a pesar de ser breves, dan cuenta del depurado estilo del autor.
En 1993 se publica "Hojas de la memoria periodística: Manuel Blanco en la mira", como un homenaje en sus cincuenta años de vida, tomo que incluye anécdotas y relatos de periodistas y escritores (José Agustín, Carlos Monsiváis, Roberto López Moreno, Macario Matus, entre otros muchos), sobre Manuel Blanco.
En 1994, el Consejo Nacional para la Cultura y las Artes, publica una selección de las mil quinientas noventa y seis columnas "Ciudad en el Alba", que fueron publicadas en El Nacional, donde refleja el vivir y el sentir diario de los pobladores del Distrito Federal, que entre otras cosas nos muestra "el lenguaje, las canciones, los personajes, la cocina, los oficios, la nota roja casera, los muertitos, nuestras tradiciones, los gustos, el temblor", como acertadamente nos recuerda Salvador Ávila en la presentación del mismo.
Figura importante en la cobertura periodística del Festival Cervantino, colaboró a la institución del premio "El gallo pitagórico" a la mejor cobertura, y que el mismo obtuvo en una ocasión, obtuvo el Premio Nacional de Periodismo que otorga el club de periodistas de México, por el suplemento Huellas Urbanas de la revista Huellas. Fue despedido de El Nacional al inicio del sexenio de Carlos Salinas de Gortari, pero a decir de Víctor Roura, salieron ganando sus lectores, pues se concentró en su narrativa, en sus decires, afinó su pensamiento, afiló sus ideas.
Durante algunos años publicó la página semanal, "El Farolito" en el diario El Financiero, hasta su fallecimiento.
En 1998, el gobierno de Tlaxcala y Daga editores, de manera póstuma, publican "Manuel Blanco Cultura y Periodismo una reseña literaria y
en el año 2001 la Unidad Obrera y Socialista, le edita el libro "Para que empiece usted a soñar", un compendio de historias urbanas de la vida cotidiana, como un homenaje post mortem. Intenso colaborador del Taller Coreográfico de la UNAM, se hizo crítico de danza e incluso colaboró con varios textos en diversas publicaciones del Taller, principal promotor de una agrupación que integrara a los reporteros culturales, fundó la Unión de periodistas culturales (UPECU) entre sus muchas aventuras sociales y políticas.
Diccionario Enciclopédico de México. Humberto Mussaccio;
Enciclopedia de Escritores Mexicanos . UNAM

Escritores;
periodistas